# С-1
С-1 — советская дизель-электрическая торпедная подводная лодка серии IX, С — «Средняя» времён Второй мировой войны, головная лодка проекта. В 1936—1941 годах входила в состав Балтийского флота, приняла участие в Советско-Финляндской войне. В июне 1941 года подорвана экипажем при оставлении Либавы.

## История строительства
Н-1 («Н» — Немецкая) заложена 29 декабря 1934 года на заводе № 189 под заводским номером 266. Спущена на воду 8 августа 1935 года. Вступила в строй 23 сентября 1936 года под командованием Д. М. Косьмина. В апреле 1936 года было рассмотрено и отклонено предложение наименовать лодку «Ворошиловец». 20 сентября 1937 года Н-1 переименована в С-1.

## История службы
Начало Советско-финской войны 1939—1940 годов подводная лодка С-1 встретила под командованием капитан-лейтенанта А. В. Трипольского в составе 13-го дивизиона 1-й бригады подводных лодок. 28 ноября лодка вышла в море, 29 ноября ею был получен сигнал о начале боевых действий, однако он не был понят из-за отсутствия таблицы условных сигналов. 1 декабря лодку в надводном положении заметили с крейсера «Киров». Опознавательный сигнал с C-1 был передан не сразу, что чуть было не привело к стрельбе по ней. 2 декабря лодка вернулась на базу в Таллин, а 3 декабря, пополнив запасы, вышла в боевой поход. 10 декабря С-1 обнаружила немецкий транспорт «Больхайм» (3 324 брт), следовавший с грузом целлюлозы для Финляндии. После безрезультатного пуска торпеды ПЛ всплыла и открыла артиллерийский огонь. После пяти выстрелов в 100-мм орудии заклинило снаряд, однако все предыдущие четыре снаряда попали в цель, поразив транспорт в носовую часть, в корму, а один из снарядов накрыл мостик, убив радиста и ранив капитана. Экипаж покинул судно, а С-1 дважды попыталась добить «Больхайм» торпедой. Одна из торпед сошла с курса, а другая прошла под килем судна. Тогда огнём из 45-мм орудия транспорту были нанесены повреждения в области ватерлинии, после чего С-1 покинула район атаки. «Больхайм» оставался на плаву, был обнаружен финнами и затонул лишь при попытке буксировки. 16 декабря С-1 вернулась в Либаву и 22 декабря отправилась на второе боевое дежурство, которое продлилось 22 дня. За время похода лодка обнаружила два транспорта, однако не смогла выйти в атаку из-за сложной ледовой обстановки. При возвращении с позиции С-1 была атакована двумя гидросамолётами «Райпон», один из которых при этом был сбит. Финской стороной гибель самолёта не подтверждается.
7 февраля 1940 года за боевые успехи и за мужество экипажа при возвращении из похода в тяжёлых условиях подводная лодка С-1 была награждена орденом Красного Знамени а командир лодки был удостоен звания Героя Советского Союза и назначен командиром 13-го дивизиона подводных лодок. Новым командиром С-1 стал И. Т. Морской.
Начало Великой Отечественной войны С-1, к тому времени требовавшая капитального ремонта, встретила под командованием И. Т. Морского в Либаве в доке завода «Тосмаре». Хода лодка не имела, дизели были в нерабочем состоянии, поэтому при отступлении С-1 была взорвана экипажем и села на грунт. Подрывные снаряды уничтожили внутренние приборы и механизмы, однако мало повлияли на прочный корпус. Лодка была восстановлена Германией, отбуксирована в Киль и использовалась как опытовое судно для изучения подводных взрывов. 7 августа 1943 года после очередных испытаний лодка затонула и после этого не поднималась.

## Командиры
- Трипольский, Александр Владимирович
- И. Т. Морской